# Terracotta invetriata

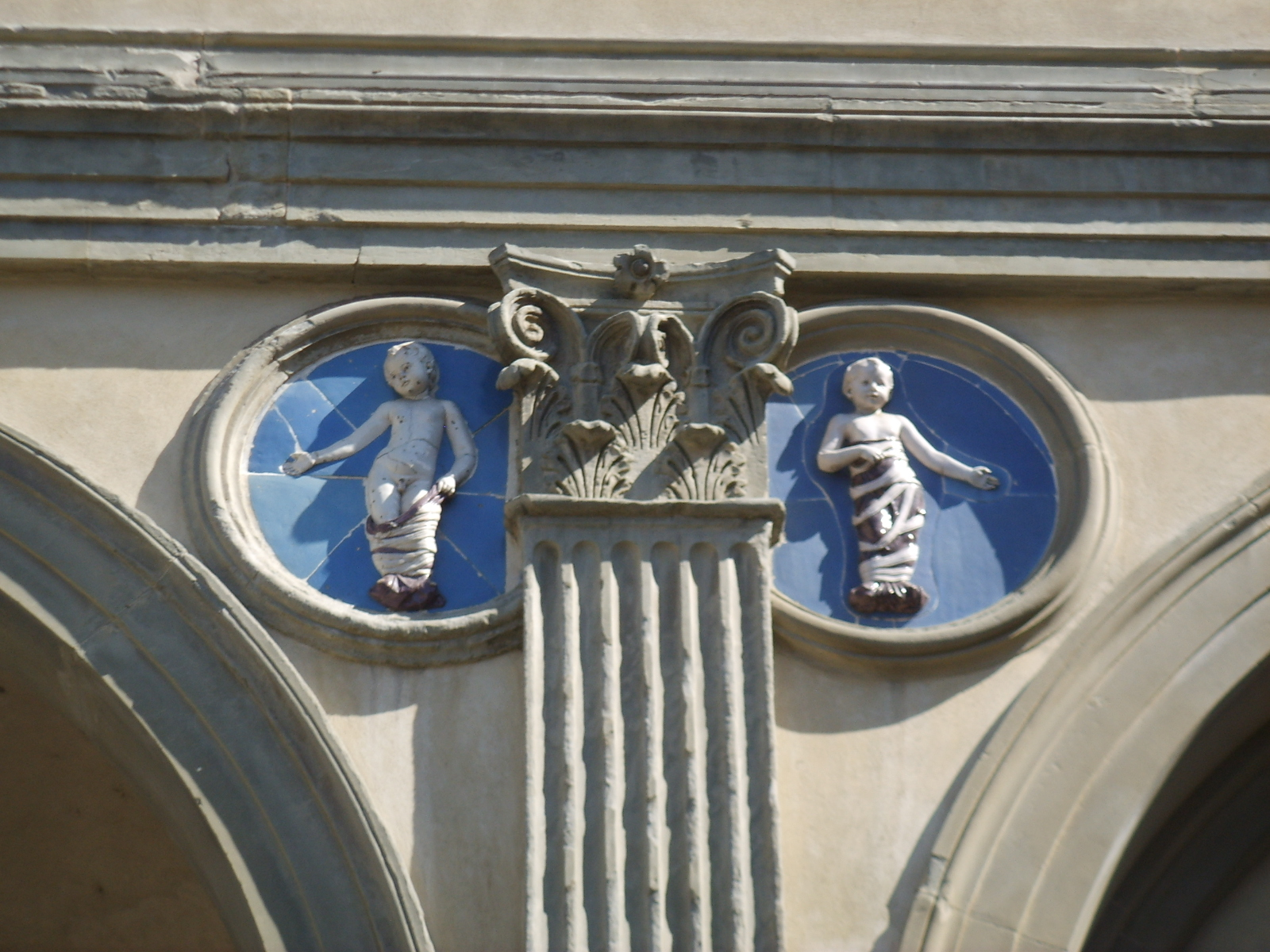
Andrea della Robbia, tondi del loggiato esterno dello Spedale degli Innocenti (1487), Firenze.

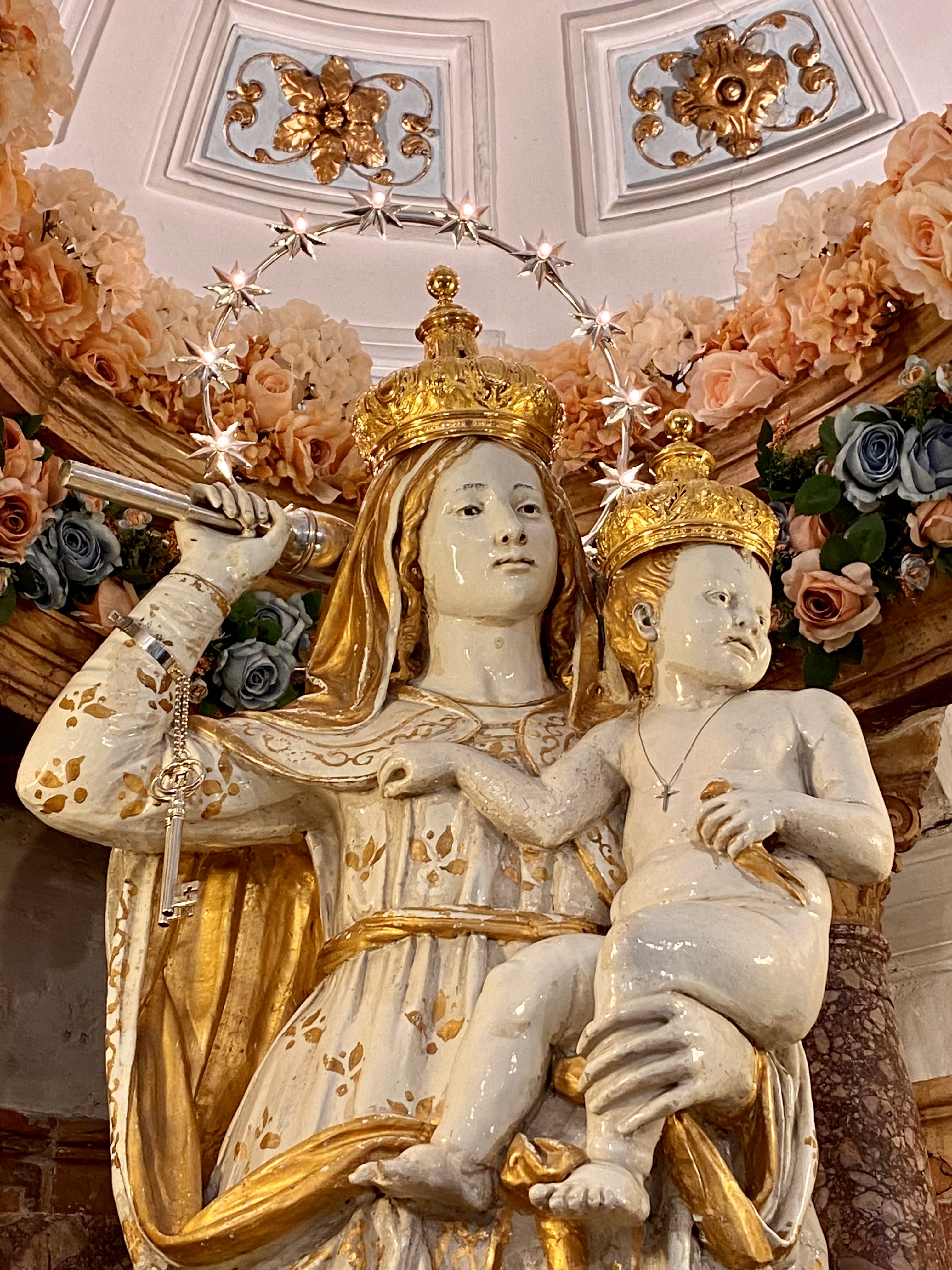
Giovanni Maurici e Giovanni D’Antonio, Madonna del Soccorso (1599), Chiesa madre santuario di Maria Santissima del Soccorso, Castellammare del Golfo.

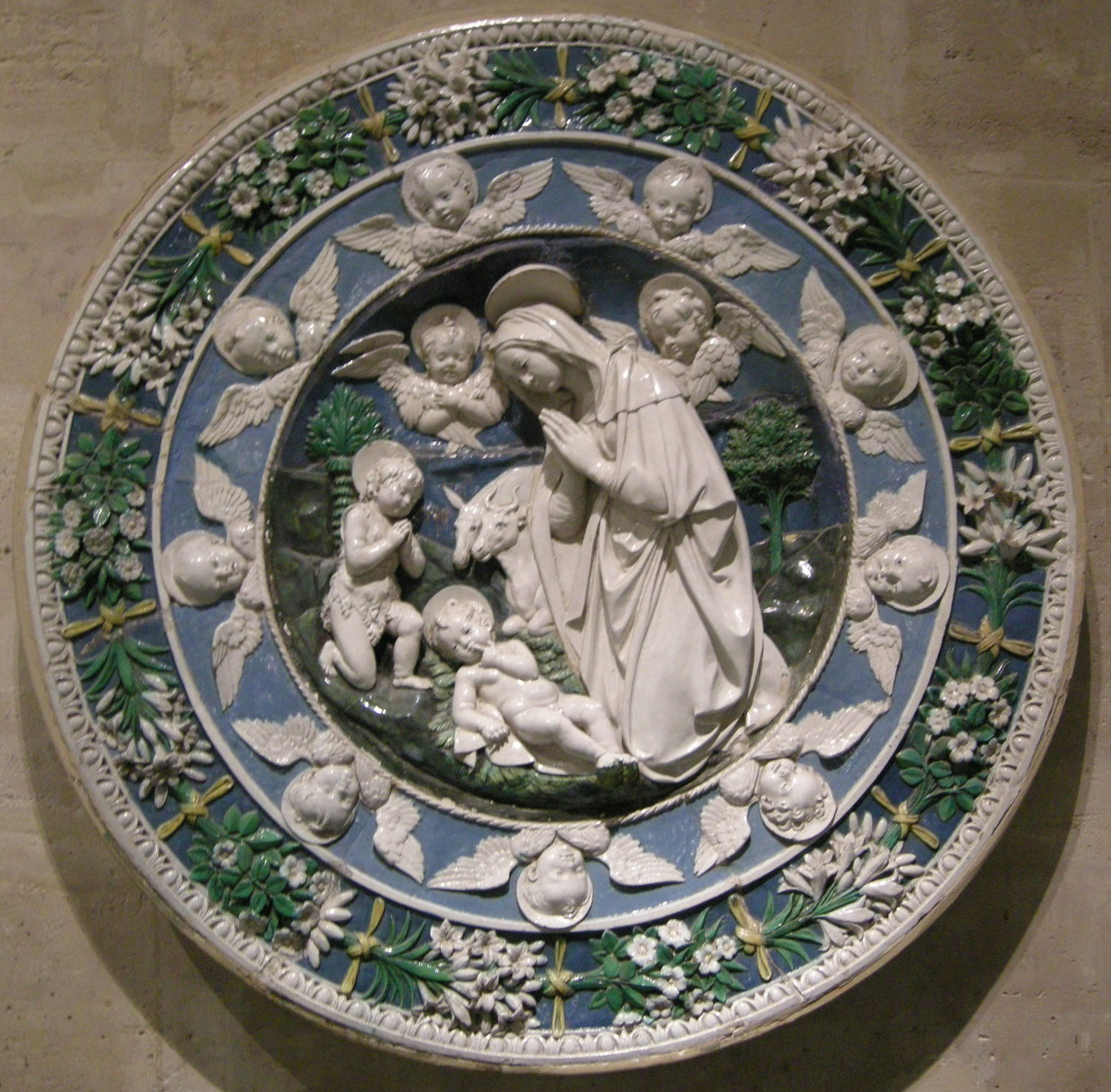
Bottega di Andrea e Giovanni della Robbia, Madonna col Bambino, Louvre

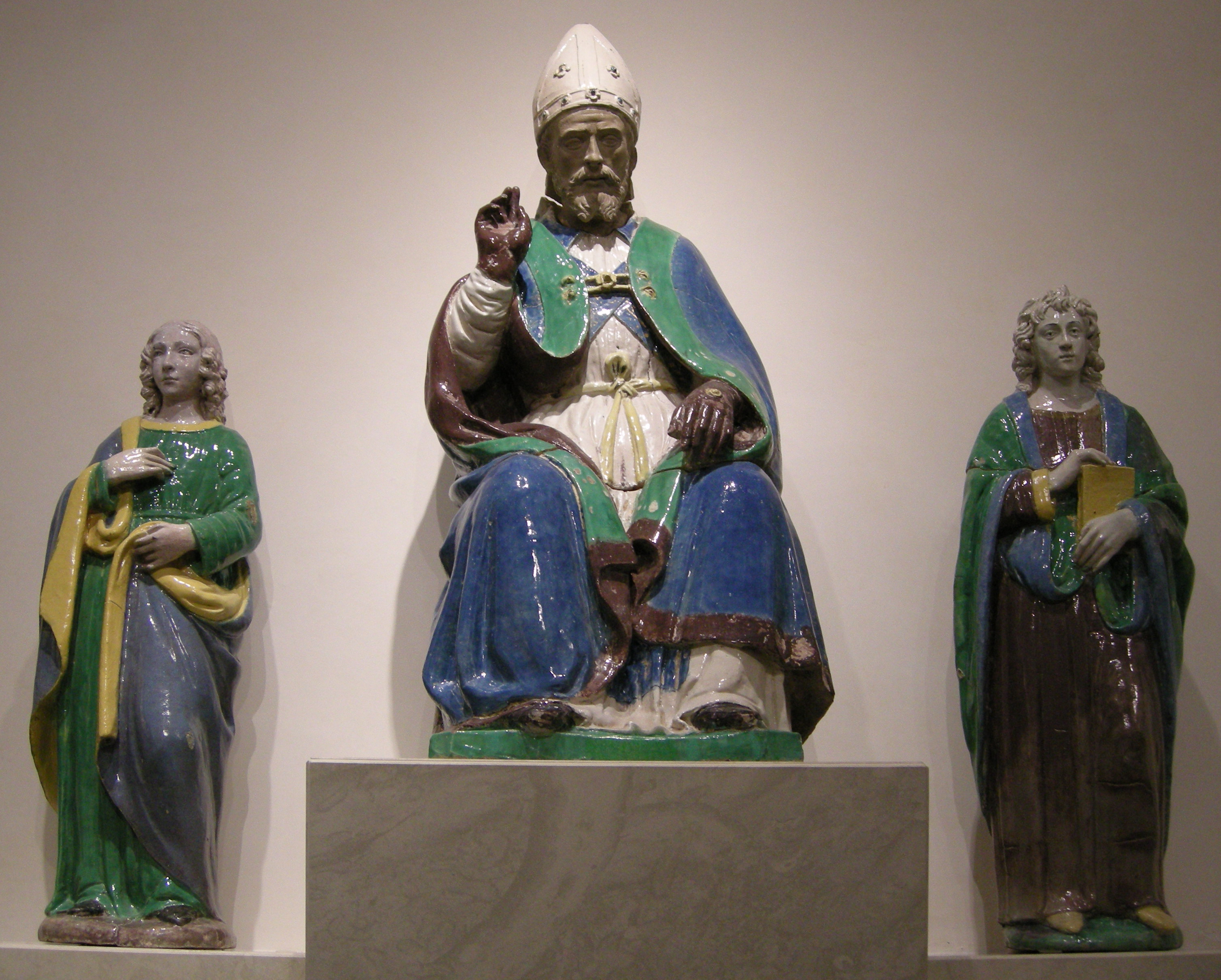
Benedetto Buglioni e bottega, San Romolo e due suoi compagni martiri (1515-1520), Museo Bandini, Fiesole

La tecnica della terracotta invetriata venne messa a punto verso il 1440 da Luca della Robbia a partire da altri esperimenti di verniciatura. Essa, tramite un processo che assomiglia a quello della fossilizzazione, garantisce una straordinaria resistenza nel tempo indipendentemente dagli agenti atmosferici, che ne fecero uno dei supporti artistici più apprezzati fin dal Rinascimento. Essa è inoltre uno dei più duraturi metodi per dare policromia alla scultura, e permise la realizzazione anche di vere e proprie pitture "imprigionate" nella ceramica, nonostante l'iniziale limitatezza dei colori disponibili. I prodotti con tale tecnica vengono spesso chiamati robbiane.

## Tecnica
La tecnica dei Della Robbia consisteva nel creare un rilievo di terracotta che veniva poi dotata di un rivestimento ceramico policromo e lucente, simile a quello della maiolica, ma molto più sofisticato. 
Si usava uno smalto "stannifero", cioè a base di ossido di stagno, ossido di piombo e sabbie silicee (responsabili dell'effetto vitreo), con un elemento alcalino e vari ossidi metallici per ottenere i diversi colori.
I colori di base sono l'azzurro e il bianco, rispettivamente usati nella forma più tradizionale per gli sfondi e per le figure. A questi colori si aggiungono il giallo, il verde turchese, il bruno, il nero.

## Uso artistico
La terracotta invetriata, come già detto, era molto adatta per l'uso esterno a causa della sua resistenza, ma era molto apprezzata anche per gli interni poco luminosi grazie alla brillantezza della superficie smaltata. Dalla metà del Quattrocento la tecnica riscosse uno straordinario successo verso tutti gli strati della committenza: dall'alta borghesia, ai grandi ordini monastici, dalle confraternite agli ospedali, fino anche al ceto "popolare", con prodotti relativamente a buon mercato creati con l'uso di stampi e spesso destinati alla devozione popolare, come i tabernacoli. Grande successo e diffusione ebbero soprattutto le Madonne col Bambino.
Il primo artista a usare questa tecnica fu Luca della Robbia, che era di formazione uno scultore, perciò la sfruttò sia su rilievi, sia su statue a tutto tondo. Più legato alla pittura era suo nipote Andrea della Robbia. Entrambi collaborarono con i grandi architetti fiorentini dell'epoca come Filippo Brunelleschi e Michelozzo, fornendo le decorazioni complementari ad alcune delle loro più famose opere architettoniche.
Alle soglie del Cinquecento fu erede della bottega familiare Giovanni della Robbia, figlio di Andrea, e i suoi quattro fratelli: Mattia, Girolamo, Luca il Giovane e Ambrogio.
Nel frattempo però aprì anche una bottega rivale, quella di Benedetto e Santi Buglioni, che si aggiudicarono alcune importanti commissioni, come quella del fregio esterno dell'Ospedale del Ceppo a Pistoia. Dalla fine del secolo la tecnica passò di moda, restando marginalmente in uso. Oggi è ancora praticata da alcune botteghe artigiane e da manifatture storiche, come la Manifattura Cantagalli e la Richard-Ginori, che ha spesso prodotto nel XX secolo copie di opere antiche sottoposte a restauro o musealizzazione, come il fregio del frontone della villa di Poggio a Caiano.